# Нарзуллаев, Ахмат Имидович
Ахмат Имидович Нарзуллаев (узб. Ahmad Narzullayev; 15 марта 1956, Денауский район, Сурхандарьинская область, Узбекская ССР, СССР — 1 ноября 2024, Узбекистан) — узбекский фермер, сенатор «первого созыва» (2005—2010). Герой Узбекистана (2003). 

## Биография
Ахмат Нарзуллаев родился 15 марта 1956 года в Денауском районе Сурхандарьинской области. Закончил Ташкентский политехнический институт. В разное время был работником кирпичного завода «Шаргунь»; 37-й передвижной механизированной колонны и экспериментального производственного объединения в Денауском районе. В 1991 году возглавил фермерское хозяйство «Лочин». 
На протяжении многих лет избирался депутатом Сурхандарьинского областного и Денауского районного Кенгашей народных депутатов. В 2005 году был избран сенатором от Сурхандарьинской области.
За многолетний и плодотворный труд в 2001 году Ахмат Нарзуллаев был награждён Орденом «Мехнат шухрати», а в 2003 году ему было присвоено звание Героя Узбекистана.
Скончался 1 ноября 2024 года.

## Награды и премии
- Герой Узбекистана (2003).
- Орден «Мехнат шухрати» (2001)[4].